# Kamal Ranadive
Kamal Jayasing Ranadive, nacida como Samarth Ranadive (Pune, 8 de noviembre de 1917-11 de abril de 2001) fue una investigadora biomédica india conocida por su investigación sobre el cáncer y los vínculos entre cánceres y virus. Fue miembro fundadora de la Asociación de Mujeres Científicas de la India (IWSA).
En la década de 1960, estableció el primer laboratorio de investigación de cultivos de tejidos de la India en el Centro de Investigación del Cáncer de la India en Mumbai.

## Biografía
Kamal nació en Pune el 8 de noviembre de 1917. Sus padres fueron Dinkar Dattatreya Samarath y Shantabai Dinkar Samarath. Su padre era un biólogo que enseñaba en Fergusson College en Pune. Se aseguró de que todos sus hijos tuvieran una buena educación. Kamal era un estudiante brillante. Estudió en la Huzurpaga: la preparatoria HHCP. Su padre quería que ella estudiara medicina y también se casara con un médico, pero ella decidió lo contrario. Comenzó su educación universitaria en Fergusson College con botánica y zoología como sus materias principales. Obtuvo su licenciatura en ciencias (B.Sc) con distinción en 1934. Luego se trasladó a la Agriculture College en Pune, donde hizo su maestría (M.Sc.) en 1943 con la citogenética de annonaceae como especialidad. Luego se casó con JT Ranadive, un matemático el 13 de mayo de 1939 y se mudó a Bombay. Tuvieron un hijo, llamado Anil Jaysingh.
En Bombay (ahora conocida como Mumbai), trabajó en el Tata Memorial Hospital. Su esposo, Ranadive, fue de gran ayuda en sus estudios de posgrado en citología; este tema había sido elegido por su padre. Aquí, también trabajó para su doctorado (Ph.D.) en la Universidad de Bombay. Su guía fue VR Khanolkar, un patólogo de renombre y fundador del Centro de Investigación del Cáncer de la India (CICR).
Después de recibir su Ph.D. de la Universidad de Bombay en 1949, Ktanolkar la animó a buscar una beca en una universidad estadounidense. Obtuvo una beca de investigación postdoctoral para conocer técnicas de cultivo de tejidos y trabajar con George Gey (famoso por su innovación de laboratorio, la línea celular HeLa) en su laboratorio en Universidad Johns Hopkins en Baltimore.

### Carrera profesional
Kamal, a su regreso a la India, se reincorporó al CICR y comenzó su carrera profesional como Oficial Superior de Investigación. Jugó un papel decisivo en el establecimiento del Laboratorio de Biología Experimental y el Laboratorio de Cultivo de Tejidos en Bombay. De 1966 a 1970 había asumido el cargo de Directora del Centro de Investigación del Cáncer de la India en calidad de actriz. A principios de la década de 1960, junto con sus asistentes (a quienes había incorporado al CICR) en los campos de la biología y la química, desarrolló medios de cultivo de tejidos y reactivos relacionados. También fue responsable de establecer nuevas unidades de investigación en carcinogénesis, biología celular e inmunología. Sus logros profesionales incluyen la investigación sobre la fisiopatología del cáncer a través de animales, lo que la llevó a una mayor apreciación de las causas de enfermedades como la leucemia, el cáncer de mama y el cáncer de esófago. Otro logro notable fue el establecimiento de un vínculo entre la susceptibilidad del cáncer y la relación entre hormonas y virus tumorales.
La evolución de la vacuna contra la lepra fue el resultado de su investigación básica sobre las bacterias relacionadas con la lepra.
Fue una gran inspiración para que las científicas indias trabajaran en la investigación del cáncer, en particular en el tema del cáncer entre mujeres y niños. Uno de esos proyectos fue sobre "Inmunohematología de sangre tribal" relacionado con el estudio de bebés..

## Estudios especiales
Cuando Kamal trabajaba para el Tata Memorial Cancer Hospital en Bombay (que más tarde se convirtió en el Centro de Investigación del Cáncer) en el departamento de patología, informó sobre los estudios de investigación sobre la "Morfología comparativa de las glándulas mamarias normales de cuatro cepas de ratones que varían en su susceptibilidad al cáncer de mama". En febrero de 1945 informó sobre las investigaciones sobre el cáncer de mama que habían llamado especialmente la atención. Intentó correlacionar el curso de la enfermedad con la herencia, la maternidad, la estructura histológica y otros factores. Las neoplasias de origen genético en los niños y los estados anormales de la sangre, conocidos como discrasias, recibieron su especial atención.
Un estudio importante que Kamal y su equipo de Satya Niketan (una organización voluntaria) de Ahmednagar llevaron a cabo en 1989 fue la recopilación de datos relacionados con el estado nutricional de los niños tribales en el Akola taluk del distrito Ahmednagar de Maharashtra.
Kamal también brindó asesoramiento a las mujeres de las aldeas rurales cercanas a Rajpur y Ahmednagar sobre salud y atención médica a través de proyectos patrocinados por el gobierno bajo los auspicios de la Asociación de Mujeres Indias.

## Premios y reconocimientos
Kamal recibió el Padma Bhushan (el tercer premio civil más alto de la India) de medicina, en 1982.
Fue galardonada con el primer premio Silver Jubilee Research Award 1964, del Medical Council of India. Este premio incluyó una medalla de oro y un premio en efectivo de ₹ 15,000.
También recibió el premio de la Fundación GJ Watumull en 1964 en microbiología.
Fue científica médica emérita del Consejo Indio de Investigación Médica (ICMR).
Fue honrada con un Doodle de Google el 8 de noviembre de 2021, en su 104 cumpleaños.

## Artículos publicados
Kamal publicó más de 200 artículos de investigación científica sobre el cáncer y la lepra.
Algunos de sus trabajos son: 
- Mascar quid de betel y cáncer oral: estudios experimentales en hámsteres;[22]
- Efecto del uretano sobre los ácidos nucleicos;[23]
- Influencia de la esplenectomía en el desarrollo de leucemia de la cepa del CICR en ratones machos ;[24]
- Caracterización del virus del tumor mamario de la cepa CICR en ratones.[25]